# Jan Votruba
Jan Votruba (10. února 1919 Čestice-Střídka – 12. března 1978 Plzeň) byl regionální politik, v letech 1968–1970 předseda Městského národního výboru a primátor města Plzně.

## Život
Absolvoval obecnou školu v Česticích a měšťanskou školu ve Volyni. V letech 1934–1935 se učil zedníkem, ale ze zdravotních důvodů učení opustil. Do roku 1939 pak studoval na Československé obchodní akademii v Písku. Po studiích pracoval v bance Slavii a do listopadu 1945 na Okresním úřadu ve Strakonicích. V květnu 1945 vstoupil do Komunistické strany Československa. V roce 1948 byl předsedou  Akčního výboru na Okresním národním výboru v Chebu a členem Okresního akčního výboru. Akční výbory prověřovaly zaměstnance na pracovištích a vydávaly rozhodnutí na jejichž základě byli političtí odpůrci KSČ propouštěni nebo zbavováni funkcí. V letech 1945–1950 byl vedoucím finančního odboru ONV v Chebu a od roku 1950 jeho tajemníkem. V letech 1953–1960 působil na Krajském národním výboru v Karlových Varech jako vedoucí finančního odboru, poslanec a člen rady. Od roku 1960 vedl finanční odboru KNV v Plzni. Ve volbách do Národního shromáždění ČSSR a do národních výborů byl 14. června 1964 zvolen poslancem. Stal se členem rady, druhým náměstkem předsedy Městského národního výboru v Plzni a předsedou plánovací komise. Po odstoupení předsedy MNV Gustava Rady 23. srpna 1968 byl jeho funkcí pověřen až do voleb 1. října 1968, kdy se stal řádným předsedou. Od 1. července 1969 podle zákona České národní rady č. 41/1969 Sb. používal titul primátor. 16. dubna 1970 byl odvolán z funkce a v tomtéž roce se stal vedoucím finančního odboru Západočeského krajského národního výboru v Plzni.
Za jeho působení ve funkci byli 24. října 1968 vyhlášeni laureáti prvního ročníku Ceny města Plzně a téhož dne zahájen první ročník plzeňského filmového festivalu Finále v kině Moskva (dříve a později Elektra).
Pozůstalost Jana Votruby je uložena v Archivu města Plzně.